# Mati Diop
Mati Diop (ur. 22 czerwca 1982 w Paryżu) – francusko-senegalska reżyserka, scenarzystka, aktorka i operatorka filmowa.

## Życiorys
Urodziła się i wychowała w Paryżu w rodzinie o zamiłowaniach artystycznych. Jako dziecko często odwiedzała też Senegal, z którego pochodził jej ojciec, muzyk jazzowy Wasis Diop. Matka była z pochodzenia Francuzką. Stryj Mati, Djibril Diop Mambéty, był swego czasu jednym z czołowych senegalskich filmowców.
Swoją pierwszą rolę zagrała w filmie 35 kieliszków rumu (2008) w reżyserii Claire Denis. Wystąpiła tam jako córka, która – ze względu na bliską więź łączącą ją z ojcem – ma duże trudności z opuszczeniem go, wychodząc za mąż. Denis stała się wkrótce mentorką Diop i zachęcała ją do realizowania własnych projektów filmowych.
Spełnieniem tych oczekiwań okazał się pełnometrażowy debiut reżyserski Diop Atlantyk (2019). Obraz nakręcony został w całości w Senegalu i opowiadał o kryzysie migracyjnym z punktu widzenia mieszkańców Afryki. Diop umiejętnie łączyła w nim elementy realistyczne z nadprzyrodzonymi. Film zdobył drugą nagrodę, czyli Grand Prix, na 72. MFF w Cannes. Diop była pierwszą czarnoskórą reżyserką, której film zaprezentowano kiedykolwiek w canneńskim konkursie głównym. Do rozpowszechniania Atlantyk zakupiła platforma streamingowa Netflix.
Kolejnym przedsięwzięciem Diop był pełnometrażowy dokument Dahomej (2024), nagrodzony Złotym Niedźwiedziem na 74. MFF w Berlinie. Postkolonialny film opowiadał o zwrocie 26 historycznych artefaktów z czasów tytułowego Królestwa Dahomej, przekazaniu ich z Francji do Beninu oraz o reakcjach mieszkańców tego afrykańskiego kraju na fragment odzyskanego dziedzictwa.
Diop zasiadała w jury konkursu głównego na 74. MFF w Cannes (2021).